# Hebron (Botswana)
Hebron is een dorp in het district Southern in Botswana. De plaats telt 950 inwoners (2011).